# Campionati austriaci di sci alpino 1995
I Campionati austriaci di sci alpino 1995 si svolsero a Ellmau, a Semmering e a Spital am Semmering tra il 23 e il 26 marzo. Il programma incluse gare di discesa libera, supergigante, slalom gigante, slalom speciale e combinata, sia maschili sia femminili.
Trattandosi di competizioni valide anche ai fini del punteggio FIS, vi parteciparono anche sciatori di altre federazioni, senza che questo consentisse loro di concorrere al titolo nazionale austriaco.

## Risultati

### Uomini

#### Discesa libera
| Pos. | Atleta               | Nazione | Tempo   |
| ---- | -------------------- | ------- | ------- |
| 1    | Patrick Ortlieb      | Austria | 2:01,88 |
| 2    | Peter Rzehak         | Austria | 2:02,12 |
| 3    | Roland Assinger      | Austria | 2:02,69 |
| 4    | Michael Lichtenegger | Austria | 2:02,76 |
| 5    | Andreas Schifferer   | Austria | 2:02,82 |
| 6    | Armin Assinger       | Austria | 2:03,12 |
| 7    | Hans Knauß           | Austria | 2:03,39 |
| 8    | Rainer Salzgeber     | Austria | 2:03,52 |
| 9    | Hannes Trinkl        | Austria | 2:03,78 |
| 10   | Christian Greber     | Austria | 2:03,86 |

Data: 23 marzo

Località: Ellmau

#### Supergigante
| Pos. | Atleta             | Nazione | Tempo   |
| ---- | ------------------ | ------- | ------- |
| 1    | Rainer Salzgeber   | Austria | 1:39,00 |
| 2    | Peter Rzehak       | Austria | 1:39,05 |
| 3    | Patrick Wirth      | Austria | 1:39,22 |
| 4    | Armin Assinger     | Austria | 1:39,35 |
| 5    | Patrick Ortlieb    | Austria | 1:40,00 |
| 6    | Josef Strobl       | Austria | 1:40,08 |
| 7    | Andreas Schifferer | Austria | 1:40,18 |
| 8    | Hannes Trinkl      | Austria | 1:40,26 |
| 9    | Kilian Albrecht    | Austria | 1:40,36 |
| 10   | Roland Assinger    | Austria | 1:40,44 |

Data: 24 marzo

Località: Ellmau

#### Slalom gigante
| Pos. | Atleta               | Nazione  | Tempo   |
| ---- | -------------------- | -------- | ------- |
| 1    | Mario Reiter         | Austria  | 2:25,99 |
| 2    | Patrick Wirth        | Austria  | 2:26,93 |
| 3    | Günther Mader        | Austria  | 2:28,46 |
| 4    | Stephan Eberharter   | Austria  | 2:28,57 |
| 5    | Christian Mayer      | Austria  | 2:28,80 |
| 6    | Stefan Curra         | Austria  | 2:29,12 |
| 7    | Manfred Kleinlercher | Austria  | 2:29,36 |
| 8    | Hans Knauß           | Austria  | 2:29,41 |
| 9    | Bernhard Gstrein     | Austria  | 2:29,54 |
| 10   | Miran Ravter         | Slovenia | 2:29,55 |

Data: 25 marzo

Località: Spital am Semmering

#### Slalom speciale
| Pos. | Atleta               | Nazione | Tempo   |
| ---- | -------------------- | ------- | ------- |
| 1    | Mario Reiter         | Austria | 1:29,42 |
| 2    | Kilian Albrecht      | Austria | 1:29,96 |
| 3    | Siegfried Voglreiter | Austria | 1:30,18 |
| 4    | Manfred Kleinlercher | Austria | 1:30,51 |
| 5    | Hermann Schiestl     | Austria | 1:31,42 |
| 6    | Markus Kirchner      | Austria | 1:31,92 |
| 7    | Heinz Schilchegger   | Austria | 1:32,07 |
| 8    | Franz Klinger        | Austria | 1:32,67 |
| 9    | Michael Walchhofer   | Austria | 1:33,71 |
| 10   | Lothar Schedler      | Austria | 1:33,98 |

Data: 26 marzo

Località: Semmering

#### Combinata
| Pos. | Atleta            | Nazione |
| ---- | ----------------- | ------- |
| 1    | Stefan Curra      | Austria |
| 2    | Christian Pichler | Austria |
| 3    | Roland Assinger   | Austria |

Data: 23-26 marzo

Classifica stilata attraverso i piazzamenti ottenuti
in discesa libera, slalom gigante e slalom speciale

### Donne

#### Discesa libera
| Pos. | Atleta              | Nazione | Tempo   |
| ---- | ------------------- | ------- | ------- |
| 1    | Ingrid Stöckl       | Austria | 2:07,46 |
| 2    | Marianna Salchinger | Austria | 2:07,73 |
| 3    | Doris Götzenbrucker | Austria | 2:08,09 |
| 4    | Cornelia Meusburger | Austria | 2:08,73 |
| 5    | Tanja Schneider     | Austria | 2:09,31 |
| 6    | Martina Lechner     | Austria | 2:10,40 |
| 7    | Veronika Thanner    | Austria | 2:11,14 |
| 8    | Ilse Bürgler        | Austria | 2:11,97 |
| 9    | Sonja Stadler       | Austria | 2:12,05 |
| 10   | Karin Huttary       | Svezia  | 2:12,15 |

Data: 23 marzo

Località: Ellmau

#### Supergigante
| Pos. | Atleta               | Nazione  | Tempo   |
| ---- | -------------------- | -------- | ------- |
| 1    | Renate Götschl       | Austria  | 1:45,53 |
| 2    | Marianna Salchinger  | Austria  | 1:46,72 |
| 3    | Michaela Dorfmeister | Austria  | 1:47,58 |
| 4    | Cornelia Meusburger  | Austria  | 1:48,13 |
| 5    | Ingrid Stöckl        | Austria  | 1:48,17 |
| 6    | Barbara Raggl        | Austria  | 1:48,21 |
| 7    | Hilde Gerg           | Germania | 1:48,35 |
| 8    | Regina Häusl         | Germania | 1:48,53 |
| 9    | Doris Götzenbrucker  | Austria  | 1:48,65 |
| 10   | Stefanie Schuster    | Austria  | 1:48,86 |

Data: 24 marzo

Località: Ellmau

#### Slalom gigante
| Pos. | Atleta                   | Nazione  | Tempo   |
| ---- | ------------------------ | -------- | ------- |
| 1    | Michaela Dorfmeister     | Austria  | 2:22,45 |
| 2    | Renate Götschl           | Austria  | 2:22,47 |
| 3    | Karin Köllerer           | Austria  | 2:24,75 |
| 4    | Katrin Gutensohn         | Germania | 2:25,08 |
| 5    | Cornelia Meusburger      | Austria  | 2:25,13 |
| 6    | Manuela Lieb             | Austria  | 2:25,37 |
| 7    | Christina Riegel         | Austria  | 2:25,38 |
| 8    | Barbara Raggl            | Austria  | 2:25,58 |
| 9    | Tanja Schneider          | Austria  | 2:25,66 |
| 10   | Christiane Mitterwallner | Austria  | 2:25,77 |

Data: 26 marzo

Località: Spital am Semmering

#### Slalom speciale
| Pos. | Atleta               | Nazione  | Tempo   |
| ---- | -------------------- | -------- | ------- |
| 1    | Angela Zimmermann    | Germania | 1:37,53 |
| 2    | Karin Köllerer       | Austria  | 1:37,75 |
| 3    | Manuela Lieb         | Austria  | 1:38,20 |
| 4    | Veronika Kappaurer   | Austria  | 1:38,27 |
| 5    | Rita Klaus           | Germania | 1:38,72 |
| 6    | Edda Mutter          | Germania | 1:39,34 |
| 7    | Tatjana Holzer       | Austria  | 1:39,46 |
| 8    | Cornelia Meusburger  | Austria  | 1:39,73 |
| 9    | Nadine Amann         | Austria  | 1:39,95 |
| 10   | Michaela Dorfmeister | Austria  | 1:41,16 |

Data: 25 marzo

Località: Semmering

#### Combinata
| Pos. | Atleta              | Nazione |
| ---- | ------------------- | ------- |
| 1    | Cornelia Meusburger | Austria |
| 2    | Barbara Raggl       | Austria |
| 3    | Nadine Amann        | Austria |

Data: 23-26 marzo

Classifica stilata attraverso i piazzamenti ottenuti
in discesa libera, slalom gigante e slalom speciale